# 台灣民間真相與和解促進會
台灣民間真相與和解促進會（英語：Taiwan Association for Truth and Reconciliation），簡稱真促會，2007年12月29日成立，2008年4月18日經台灣內政部設立登記，為促成台灣轉型正義實現及社會互信與和解之非政府組織（NGO）。成員多為中央研究院及各大專院校學者與NGO工作者。

## 歷史
台灣民主轉型後，民選政府長期並未如其他新興民主國家政府成立類似真相與和解委員會的專責機構（如南非結束種族隔離制度後，南非總統曼德拉指令由戴斯蒙·屠圖大主教組成真相與和解委員會），以處理威權時期政府的人權侵害等問題。

2007年12月29日，吳乃德、吳叡人、陳瑤華、黃長玲等關心轉型正義的學者與民間人士成立台灣民間真相與和解促進會，倡議轉型正義之實現與台灣社會的互信與和解。真促會成立後推動轉型正義理念、探索並保存歷史真相、倡議相關法案，並帶動社會溝通。
2017年12月，台灣政府於通過《促進轉型正義條例》，並於2018年5月成立行政院促進轉型正義委員會（促轉會），回應民間訴求。真促會執行長葉虹靈被提名進入體制內擔任促轉會專任委員，亦為2022年促轉會完成階段任務解散時的末任主委。（副主委代理）

## 出版品
2015
- 《記憶與遺忘的鬥爭：臺灣轉型正義階段報告》（三冊套書），臺灣民間真相與和解促進會，共350頁，衛城出版。
- 《無法送達的遺書：記那些在恐怖年代失落的人》，呂蒼一、胡淑雯、陳宗延、楊美紅、羅毓嘉、林易澄共443頁，衛城出版。

2021
- 《政治檔案會說話：自由時代公民指南》，陳進金、陳翠蓮、蘇慶軒、吳俊瑩、林正慧，共288頁，春山出版。

## 歷屆理事長
| 屆數   | 姓名            | 姓名            |
| ------ | --------------- | --------------- |
| 第一屆 | 吳乃德          |                 |
| 第二屆 | 吳乃德          |                 |
| 第三屆 | 陳俊宏          |                 |
| 第四屆 | 黃長玲          |                 |
| 第五屆 | 黃長玲 （2015） | 黃丞儀 （2016） |
| 第六屆 | 黃丞儀 （2017） | 陳翠蓮 （2018） |
| 第七屆 | 陳翠蓮          |                 |
| 第八屆 | 陳嘉銘          |                 |
| 第九屆 | 陳嘉銘 （2023） | 黃長玲 （2024） |

## 外部連結
- 台灣民間真相與和解促進會（页面存档备份，存于）
- 台灣民間真相與和解促進會facebook粉絲專頁（页面存档备份，存于）